# Neil Gourley
Neil Gourley (7 febbraio 1995) è un mezzofondista britannico.

## Palmarès
| Anno                                  | Manifestazione          | Sede       | Evento       | Risultato  | Prestazione | Note                                     |
| ------------------------------------- | ----------------------- | ---------- | ------------ | ---------- | ----------- | ---------------------------------------- |
| In rappresentanza della Gran Bretagna |                         |            |              |            |             |                                          |
| 2015                                  | Europei Under-23        | Tallinn    | 1500 m piani | Bronzo     | 3'45"04     |                                          |
| 2017                                  | Europei Under-23        | Bydgoszcz  | 1500 m piani | 4º         | 3'49"53     |                                          |
| 2019                                  | Europei indoor          | Glasgow    | 1500 m piani | Finale     | dns         |                                          |
| 2019                                  | Mondiali                | Doha       | 1500 m piani | 11º        | 3'34"23     |                                          |
| 2021                                  | Europei indoor          | Toruń      | 1500 m piani | 12º        | 3'45"99     |                                          |
| 2022                                  | Mondiali indoor         | Belgrado   | 1500 m piani | 6º         | 3'35"87     |                                          |
| 2022                                  | Mondiali                | Eugene     | 1500 m piani | Semifinale | 3'37"22     |                                          |
| 2022                                  | Europei                 | Monaco     | 1500 m piani | 8º         | 3'38"40     |                                          |
| 2023                                  | Europei indoor          | Istanbul   | 1500 m piani | Argento    | 3'34"23     |                                          |
| 2023                                  | Mondiali                | Budapest   | 1500 m piani | 9º         | 3'31"10     |                                          |
| 2024                                  | Europei                 | Roma       | 1500 m piani | 9º         | 3'34"11     | Miglior prestazione personale stagionale |
| 2024                                  | Giochi olimpici         | Parigi     | 1500 m piani | 10°        | 3'30"88     |                                          |
| 2025                                  | Europei indoor          | Apeldoorn  | 1500 m piani | 4°         | 3'38"29     |                                          |
| 2025                                  | Mondiali indoor         | Nanchino   | 1500 m piani | Argento    | 3'39"07     |                                          |
| In rappresentanza della Scozia        |                         |            |              |            |             |                                          |
| 2022                                  | Giochi del Commonwealth | Birmingham | 1500 m piani | 8º         | 3'32"93     |                                          |

## Campionati nazionali
2012
- 8º ai campionati britannici juniores, 1500 m piani - 3'55"82

2014
- Eliminato in batteria ai campionati britannici, 1500 m piani - 3'54"40
- 4º ai campionati britannici under-23, 1500 m piani - 3'51"72

2015
- Oro ai campionati britannici under-23, 1500 m piani - 3'56"6

2016
- 11º ai campionati britannici, 1500 m piani - 3'57"68

2017
- 4º ai campionati britannici, 1500 m piani - 3'48"45
- Oro ai campionati britannici under-23, 1500 m piani - 3'44"25

2018
- Bronzo ai campionati britannici, 1500 m piani - 3'46"87
- Oro ai campionati scozzesi, 1500 m piani - 3'48"86

2019
- Oro ai campionati britannici, 1500 m piani - 3'48"36
- Oro ai campionati scozzesi, 800 m piani - 1'48"79
- Oro ai campionati britannici, 1500 m piani - 3'44"76

2020
- Argento ai campionati britannici, 1500 m piani - 3'51"54

2022
- Argento ai campionati britannici, 1500 m piani - 3'40"38
- Argento ai campionati britannici indoor, 1500 m piani - 3'49"13

2023
- Oro ai campionati britannici, 1500 m piani - 3'41"20

2024
- Oro ai campionati britannici, 1500 m piani - 3'37"67

## Altre competizioni internazionali
2018
- 8º al British Grand Prix ( Birmingham), miglio - 3'57"11
- 8º ai London Anniversary Games ( Londra), 1500 m piani - 3'35"98

2019
- 16º ai London Anniversary Games ( Londra), miglio - 4'05"80

2020
- 8º al Bauhaus-Galan ( Stoccolma), 1500 m piani - 3'38"30

2021
- Bronzo alla Copernicus Cup ( Toruń), 1500 m piani - 3'35"79

2022
- 4º ai Bislett Games ( Oslo), miglio - 3'52"91
- Argento al Prefontaine Classic ( Eugene), 1500 m piani - 3'34"85
- 14º all'Athletissima ( Losanna), 1500 m piani - 3'53"67

2023
- Bronzo ai London Anniversary Games ( Londra), 1500 m piani - 3'30"60
- 10º ai Bislett Games ( Oslo), 1500 m piani - 3'30"88
- Vincitore del World Indoor Tour nella specialità dei 1500 m piani - 27 p.
- Argento ai Millrose Games ( New York), miglio indoor - 3'49"46
- Oro alla Birmingham World Indoor Tour Final ( Birmingham), 1500 m piani - 3'32"48

2024
- 4º al Prefontaine Classic ( Eugene), miglio - 3'47"74

2025
- 11º al Prefontaine Classic ( Eugene), miglio - 3'49"41